# Rudolf Meyer-Pritzl
Rudolf Meyer-Pritzl (* 18. März 1961; † 10. Oktober 2024) war ein deutscher Jurist, Rechtshistoriker und Hochschullehrer.

## Leben
Meyer-Pritzl absolvierte ein Studium der Rechtswissenschaft an den Universitäten in Göttingen und Genf. Nach dem Ersten Juristischen Staatsexamen, schloss sich ein Diplôme de Droit Comparé der Universität Straßburg sowie das Zweite Juristische Staatsexamen in Hamburg an. Im Jahr 1994 folgte die Promotion zum Dr. iur. mit einer Arbeit zum Thema Bona fides und lex mercatoria in der europäischen Rechtstradition an der Universität Göttingen. Nach der Habilitation mit dem Titel Consensus und Error. Eine dogmengeschichtliche Analyse der römischen, naturrechtlichen und pandektistischen Vertrags- und Irrtumslehren in Göttingen bei Okko Behrends folgte die Zeit als Lehrbeauftragter an der Universität Genf, Universität Freiburg (Schweiz), sowie eine Vertretungsprofessur in Saarbrücken und Heidelberg. 2002 wurde er als Professor auf Lebenszeit an die Christian-Albrechts-Universität zu Kiel berufen. Dort bekleidete Meyer-Pritzl als Nachfolger von Werner Schubert den Lehrstuhl für Bürgerliches Recht, Römisches Recht, Europäische Privatrechtsgeschichte der Neuzeit und Rechtsvergleichung.
Seit 2002 war er außerdem Direktor des Juristischen Seminars in Kiel sowie seit 2005 Richter am Schleswig-Holsteinischen Oberlandesgericht. In Schleswig gehörte er weiterhin dem Vorsitz des Justizprüfungsamtes an. Gemeinsam mit Robert Alexy gründete er 2011 das Hermann Kantorowicz-Institut für juristische Grundlagenforschung. In den Jahren 2012 bis 2014 war Meyer-Pritzl Dekan der Rechtswissenschaftlichen Fakultät der Christian-Albrechts-Universität zu Kiel. 2020 war er mit Susanne Gössl, Saskia Lettmaier, Andreas Hoyer und Sebastian Graf von Kielmansegg an der Gründung des Zentrums für Gesundheitsrecht beteiligt.
Am 10. Oktober 2024 ist Meyer-Pritzl verstorben.

## Werk
Meyer-Pritzls Forschungsschwerpunkte lagen im Bereich der Rechtsgeschichte und der Rechtsvergleichung. Er kommentierte im Historisch-kritischen Kommentar zum Bürgerlichen Gesetzbuch (§§ 125–129 BGB, §§ 313–314 BGB, §§ 414–419 BGB, §§ 607–609 BGB, §§ 741–758 BGB) sowie das Erbrecht im Staudinger-Ergänzungsband Eckpfeiler des Zivilrechts (§§ 1922–2385 BGB). Meyer-Pritzl war langjähriger Redakteur der Universitätszeitschrift Christiana Albertina.

## Publikationen (Auswahl)
- Bona fides und lex mercatoria in der europäischen Rechtstradition. Wallstein Verlag, Göttingen 1994 ISBN 978-3-89244-072-7 (Dissertation).
- Prussian Allgemeines Landrecht. In: The International Encyclopedia of Legal History, edited by Stanley N. Katz, Oxford University Press (USA) 2009. ISBN 978-0-195-13405-6.
- Formalismus und Finalismus im Europäischen Privatrecht. In: Ars Iuris. Wallstein Verlag, Göttingen 2009, S. 391–419. ISBN 978-3-8353-0420-8.
- Aufgabe und Notwendigkeit der Präzisierung der Testierfreiheit angesichts der Herausforderungen durch das Sozialrecht und den Antidiskriminierungsschutz. In: Festschrift für Dieter Reuter zum 70. Geburtstag. De Gruyter, Berlin, New York 2010, S. 204–225. ISBN 978-3-89949-685-7.
- Gerhard von Beseler (1878-1947) – Kämpfer für das Römische Recht im Kaiserreich, in der Weimarer Republik und während der NS-Zeit. In: Nationalismus und Rechtsgeschichte im Ostseeraum nach 1800. Beiträge zum 5. Rechtshistorikertag im Ostseeraum, 3.–4. November 2008 in Kopenhagen, København 2010, S. 136–156. ISBN 978-87-574-2436-2.
- Die Rechtswissenschaftliche Fakultät. In: Christian-Albrechts-Universität zu Kiel 350 Jahre Wirken in Stadt, Land und Welt. Universitätsbibliothek Kiel, Kiel 2016, S. 291–304. ISBN 978-3-529-05905-6.
- Georg Dahm (1904-1963). Vom völkischen Recht zum Völkerrecht. In: Völkerrecht in Kiel. Forschung, Lehre und Praxis des Völkerrechts am Standort Kiel seit 1665. Duncker & Humblot, Berlin 2017, S. 239–279. ISBN 978-3-428-15217-9.
- Rudolf von Jherings Kieler Jahre: Zwischen Schleswig-Holsteinischer Erhebung und der Universalität des Römischen Rechts. In: 350 Jahre Rechtswissenschaftliche Fakultät der Christian-Albrechts-Universität zu Kiel, Mohr Siebeck, Tübingen 2018, S. 111–143. ISBN 978-3-16-156182-5.
- mit Cosima Möller und Martin Avenarius (Hrsg.): Das Römische Recht – eine sinnvolle, in Auguralreligion und hellenistischen Philosophien wurzelnde Rechtswissenschaft? Forschungen von Okko Behrends revisited. Walter de Gruyter, Berlin 2020 ISBN 978-3-11-071645-0.
- mit Saskia Lettmaier und Ino Augsberg (Hrsg.): Hermann Kantorowicz' Begriff des Rechts und der Rechtswissenschaft. Mohr Siebeck, Tübingen 2020, ISBN 978-3-16-159798-5.